# Linea Jōhana
La linea Jōhana (城端線?, Jōhana-sen) è una ferrovia regionale di circa 30 km a scartamento ridotto che unisce le città di Takaoka e Jōhana nella prefettura di Toyama in Giappone. La linea è gestita dalla West Japan Railway Company (JR West) ed è a binario singolo e priva di elettrificazione.

## Stazioni
- Tutte le stazioni si trovano nella prefettura di Toyama

| Stazione         | Giapponese | Distanza interst. | Distanza totale | Collegamenti                         | Posizione |
| ---------------- | ---------- | ----------------- | --------------- | ------------------------------------ | --------- |
| Takaoka          | 高岡       | -                 | 0.0             | Linea Himi Linea principale Hokuriku | Takaoka   |
| Shin-Takaoka     | 新高岡     | -                 |                 | Hokuriku Shinkansen (aprile 2015)    | Takaoka   |
| Futatsuka        | 二塚       | 3.3               | 3.3             |                                      | Takaoka   |
| Hayashi          | 林         | 1.3               | 4.6             |                                      | Takaoka   |
| Toide            | 戸出       | 2.7               | 7.3             |                                      | Takaoka   |
| Aburaden         | 油田       | 3.4               | 10.7            |                                      | Tonami    |
| Tonami           | 砺波       | 2.6               | 13.3            |                                      | Tonami    |
| Higashi-Nojiri   | 東野尻     | 5.2               | 15.5            |                                      | Tonami    |
| Takagi           | 高儀       | 1.5               | 17.0            |                                      | Nanto     |
| Fukuno           | 福野       | 2.4               | 19.4            |                                      | Nanto     |
| Higashi-Ishiguro | 東石黒     | 2.6               | 22.0            |                                      | Nanto     |
| Fukumitsu        | 福光       | 2.7               | 24.7            |                                      | Nanto     |
| Etchū-Yamada     | 越中山田   | 2.8               | 27.5            |                                      | Nanto     |
| Jōhana           | 城端       | 2.4               | 29.9            |                                      | Nanto     |